# Буртынский, Александр Семёнович
Александр Семёнович Буртынский (3 июня 1925 года — 17 августа 1984 года) — советский писатель.

## Биография
Родился 3 июня 1925 года в городе Нежин (Черниговская область, Украина). С августа 1943 года до октября 1944-го был курсантом Орловского пехотного училища. В 1944 году — командир взвода в составе 174-й стрелковой дивизии 3-го Белорусского Фронта. В 1945 году — командир взвода в составе 121-й гвардейской стрелковой дивизии 4-го Украинского фронта.
Участвовал в сражениях на Восточно-Прусском фронте и в Пражском наступлении. Награждён медалями «За победу над Германией», «За взятие Кенигсберга» и «За освобождение Праги». Уволен в запас в звании гвардии старшего лейтенанта в 1947 году.
В 1953 году окончил факультет журналистики МГУ. Позднее окончил исторический факультет КемГУ в г. Кемерово. Работал в газетах республики Мордовия. В марте 1962 года вступил в Союз журналистов СССР. В январе 1964 года вступил в Союз писателей СССР.
В 1964 году переехал в Москву. С 1965 года работал на Всесоюзном радио. Опубликовал рассказы в журнале Искатель («Тихий угол», «Поиск» и др).
Умер 17 августа 1984 года в Москве, похоронен на кладбище в Лайково Одинцовского района.

## Семья
Был женат на Юртайкиной Прасковье Прокопьевне
- Дочь — Светлана Буртынская-Рамон, родилась 29 января 1950 года в городе Саранск. Закончила Московский авиационный институт им. С. Орджоникидзе в 1974 г., работала там же инженером, затем экономистом в ВИНИТИ. В 1995 году в связи с замужеством переехала во Францию. Супруг Серж Рамон 26.06.1942 г. север Франции, г. Мервиль.  В 1961 году окончил высшую школу геологии в г. Нанси, Фр.   С 2005 года является членом международной организации NGO, которая занимается гуманитарной помощью слаборазвитым странам. В рамках работы организации создано направление, в котором г-н Рамон является вице-президентом, решающим вопросы водоснабжения и образования детей.   Сопровождая супруга в творческих поездках, Светлана Буртанская-Рамон занималась изучением проблем населения слаборазвитых стран, много времени проводила с детьми. В настоящее время в пригороде столицы Буркина-Фасо Уагадугу действует выстроенная организацией NGO названная в память о Светлане Александровны школа её имени.   В школе «Светлана» получают начальное образование 120 местных детишек. Умерла 22 декабря 2014 г. Франции в городе Мец.

## Литературный жанр
Документальные рассказы о людях, с которыми встречался А. С. Буртынский в поездках по стране. Его герои — это люди, наделённые чувством гражданского долга, любящие своё дело — рабочие и колхозники, лётчики и танкисты, строители и скульпторы, люди с интересной судьбой.
В основном писал о войне, о жизни в Советском Союзе.